# 다랴오구

다랴오 구의 위치

다랴오구(한국어: 대료구, 중국어: 大寮區, 병음: Dàliáo Qū)는 중화민국 가오슝시의 구이다. 넓이는 71.0400km2이고, 인구는 2015년 8월 기준으로 111,638명이다.

## 지리
다랴오 구는 가오슝 시 남서부에 위치한다.

## 교통
- 타이완 철로관리국 핑둥 선
- 가오슝 첩운 귤선